# GKS Katowice
El GKS Katowice (Górniczy Klub Sportowy Katowice, en català Club Esportiu dels Miners de Katowice) és un club de futbol polonès de la ciutat de Katowice.

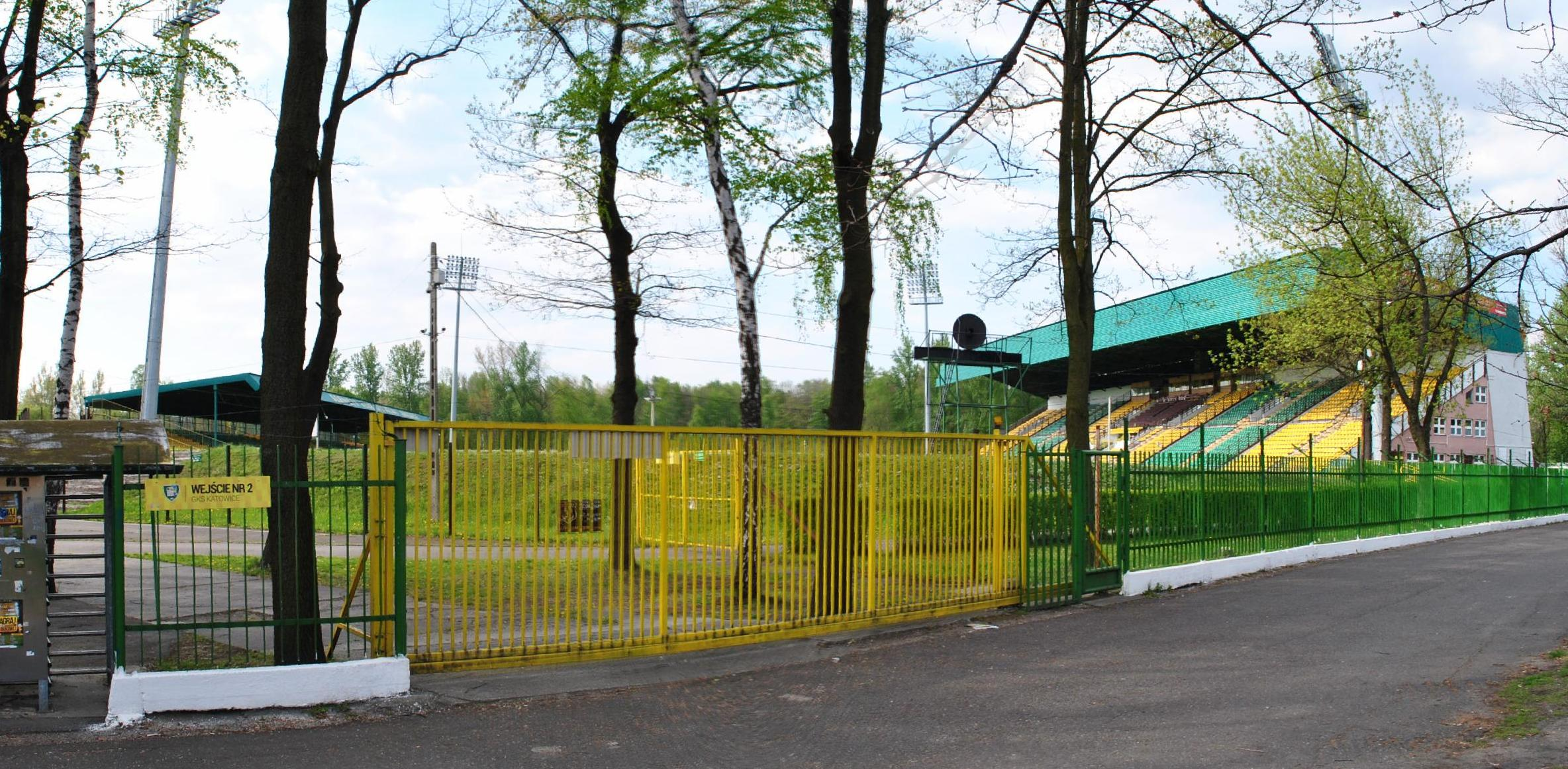
Stadion GKS Katowice.

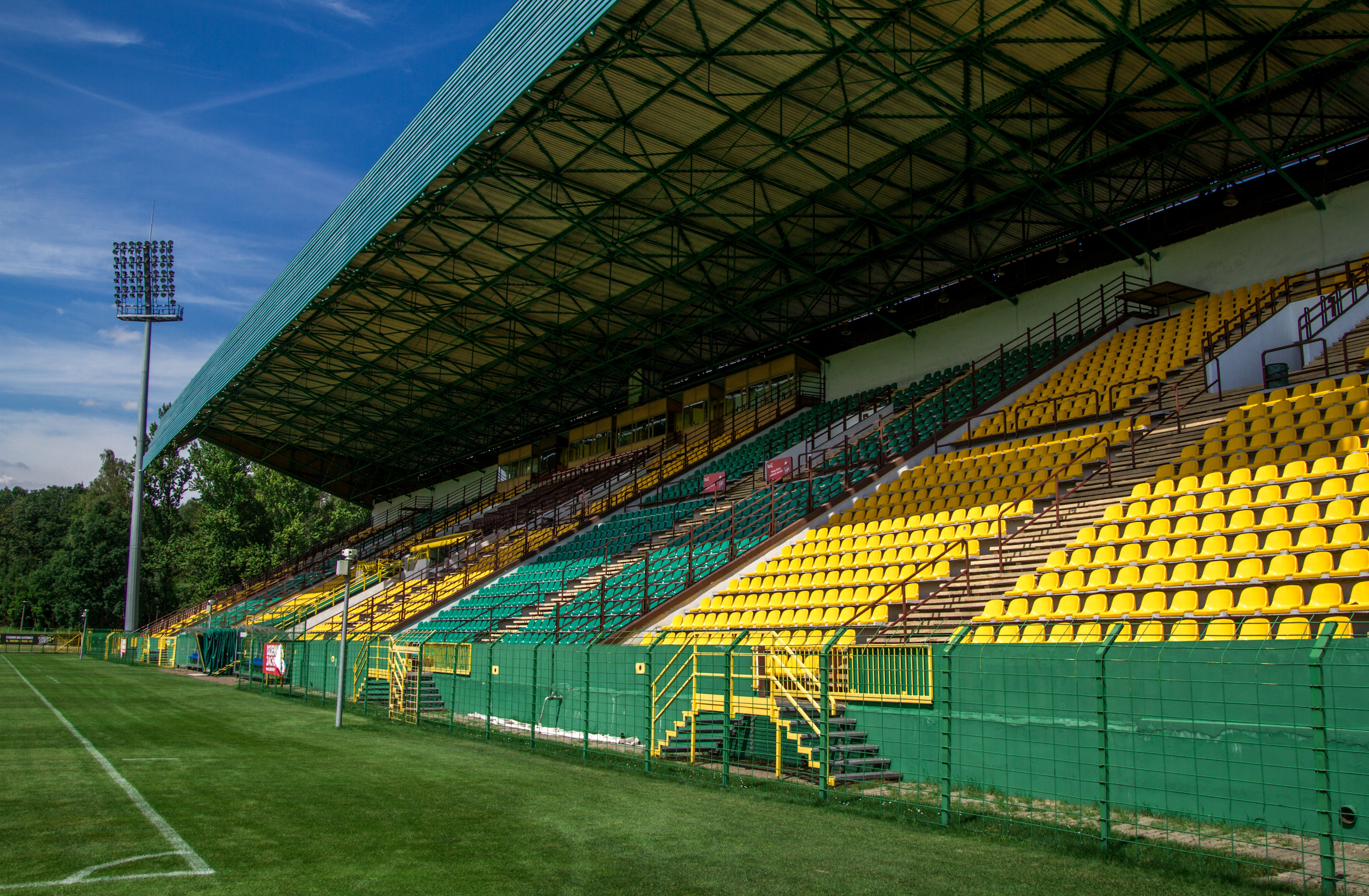
Stadion GKS Katowice.

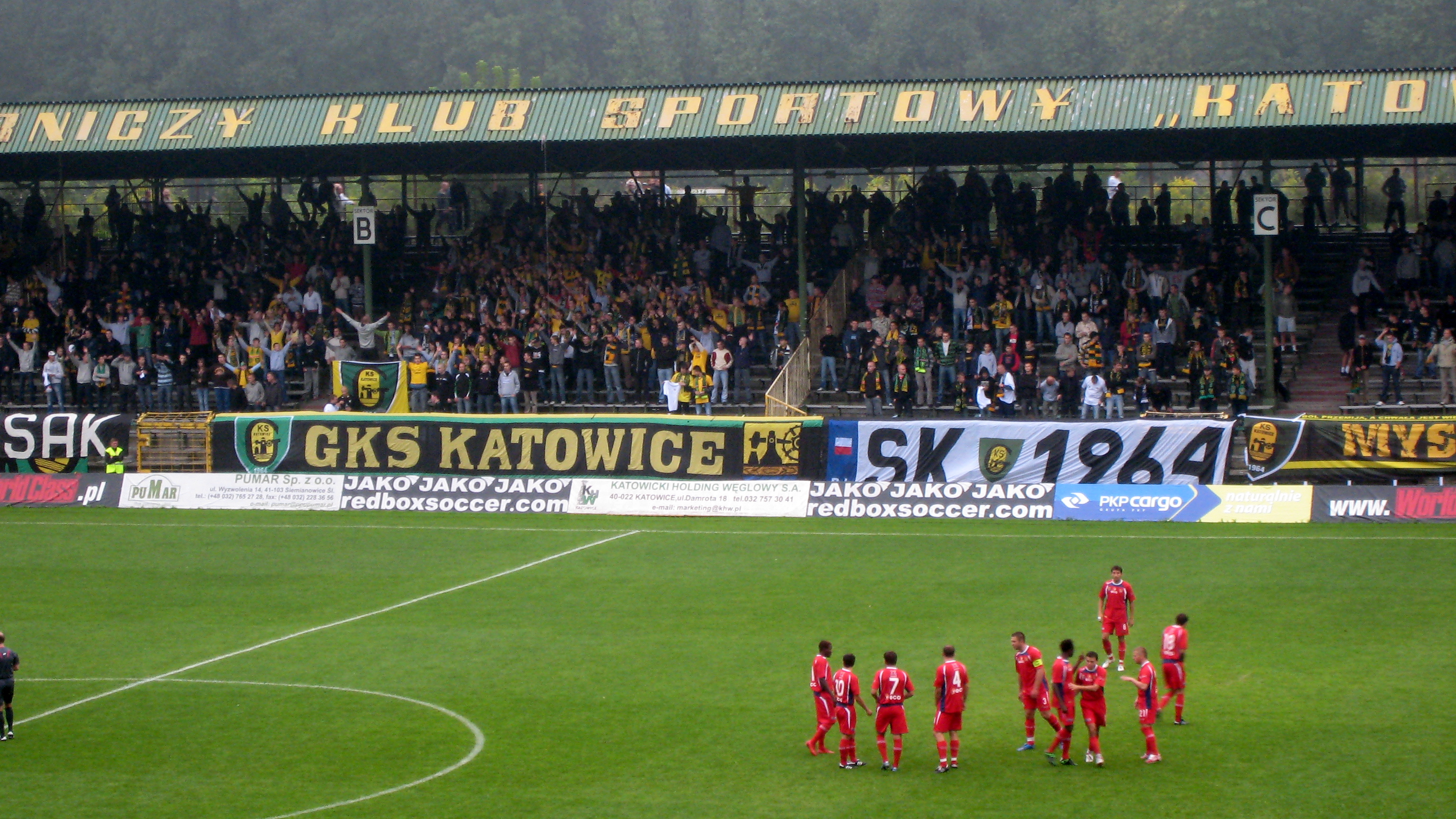
Partit contra Odra Opole el 2008–09.

La temporada 2024–25 juga a la I liga després d'ascendir el 2024.

## Palmarès
- Copa polonesa de futbol:[2]
  - 1986, 1991, 1993
- Supercopa polonesa de futbol:
  - 1991, 1995

## Jugadors destacats
- Grzegorz Fonfara
- Jan Furtok
- Janusz Jojko
- Mirosław Kubisztal
- Marek Koniarek
- Piotr Świerczewski